# Anoba kampfi
Anoba kampfi is een vlinder uit de familie spinneruilen (Erebidae). De wetenschappelijke naam is voor het eerst geldig gepubliceerd in 1971 door Berio.
De soort komt voor in tropisch Afrika.